# Greg Egan
Greg Egan (* 20. srpna 1961, Perth, Západní Austrálie) je australský programátor a autor hard sci-fi. Při psaní se drží původního záměru sci-fi a píše o současné vědě a jejich důsledcích pro život člověka. Na Západoaustralské univerzitě získal bakalářský titul (BCs.) z matematiky.
Jeho knihy nepatří mezi klasické „dějové knihy“ a nepatří mezi čtenářsky jednoduché. Věnuje se v nich hlavně tématům jako například Teorie všeho, virtuální osobnosti (scany lidské duše) a jejich „životu“, implantátům v mozku apod.

## Díla, která vyšla v češtině

### Romány
- Karanténa – Quarantine, ISBN 80-7174-449-2, Návrat, Brno 2002. Přeložil Petr Kotrle.
- Město permutací – Permutation City, ISBN 80-7174-502-2, Návrat, 2002. Přeložil Petr Kotrle.
- Úzkost – Distress, ISBN 80-7174-594-4, Návrat, 2004. Přeložil Petr Kotrle.
- Diaspora – Diaspora, ISBN 80-7174-607-X, Návrat, 2005. Přeložil Petr Kotrle.
- Teranesie – Teranesia, ISBN 978-80-7197-017-0, Talpress, Praha 2014. Přeložil Petr Kotrle.

### Sbírky povídek
- Axiomat – Axiomatic, vydalo nakladatelství af167, Brno 1998, ISBN 80-85384-29-9. Přeložil Petr Kotrle.
- Luminous – Luminous, vydalo nakladatelství Talpress, Praha 2011, ISBN 978-80-7197-398-0. Přeložil Petr Kotrle.

### Povídky

#### Povídky vyšlé ve sbírce Axiomat
- Věčný atentátník (The Infinite Assassin)
- Deník sta světelných let (The Hundred-Light-Year Diary)
- Laskání (The Caress)
- Axiomat (Axiomatic)
- Bezpečností schránka (The Safe-Deposit Box)
- Vidění (Seeing)
- Únos (A Kidnapping)
- Učím se být sám sebou (Learning to Be Me)
- Vycházka (The walk)
- Do tmy ('Into Darkness')
- Láska jak má být (Appropriate Love)
- Morální virolog (The Moral Virologist)
- Blíž (Closer)
- Nestabilní dráhy v prostoru lží (Unstable Orbits in the Space of Lies)

#### Povídky vyšlé ve sbírce Luminous
- Plevy ve větru
- Mitochondriální Eva
- Luminous (Světelný)
- Pan Vůle
- Kokon
- Přechodové sny
- Stříbrný oheň
- Důvody k radosti
- Panna Maria Černobylská
- Planckův skok

#### Ostatní povídky
- Děti oceánu (Oceanic), Ikarie, listopad 1999, Petr Kotrle
- TEP (TAP), Ikarie, říjen 2003, Petr Kotrle
- Světelný (Luminous), Science Fiction 1995, sestavil Gardner Dozois; Netopejr, 1997, Ina Leckie
- Wangovy koberce (Wang's Carpets), Science Fiction 1995, edited by Gardner Dozois; Netopejr, 1997, Ina Leckie
- Plevy ve větru (Chaff), Ikarie, April 1996, Eva Hauserová
- Prach (Dust), Ikarie, prosinec 2000, Petr Kotrle
- Vzhůru do temnoty (Into darkness), Ikarie, February 1997, Blanka Vykoukalová, vyšlo také jako povídka Do tmy ve sbírce Axiomat (překlad Petr Kotrl)
- Za vodním příkopem (Moat), To nejlepší ze science fiction: Druhá reprezentativní ročenka, sestavil Gardner Dozois; ABR, 1995, Václav Mikolášek
- Pokrevní sestry (Blood sisters), To nejlepší ze science fiction: Druhá reprezentativní ročenka, sestavil Gardner Dozois; ABR, 1995, Václav Mikolášek
- Učím se být sebou (Learning to Be Me), To nejlepší ze science fiction: První reprezentativní ročenka, sestavil Gardner Dozois; Studio dobré nálady, 1993, Jiří Emmer, vyšlo také jako Učím se být sám sebou ve sbírce Axiomat
- Laskání (The Caress), Ikarie, červen 1993, Petr Kotrle

## Ocenění
- Permutation City (Město permutací): John W. Campbell Memorial Award, 1995
- Oceanic: Hugo Award, Locus Award, Asimov's Readers Award, 1998